# The Laughing Cavalier
The Laughing Cavalier é um filme mudo do gênero aventura produzido no Reino Unido e lançado em 1917. É uma adaptação do romance de 1913 The Laughing Cavalier, da baronesa Emmuska Orczy.